# Michael Harney

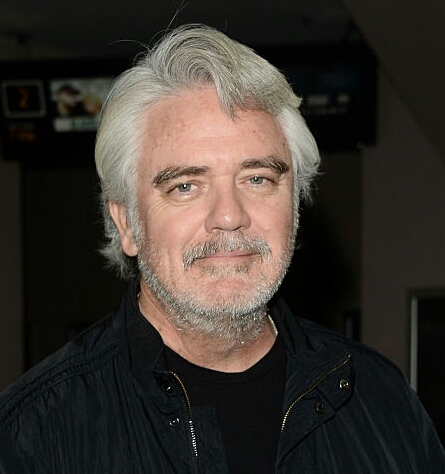
Michael Harney in 2016

Michael Harney (New York, 27 maart 1946) is een Amerikaans acteur.

## Loopbaan
Harney begon in 1993 met acteren in de film Italian Movie. Hierna heeft hij nog meerdere rollen gespeeld in films en televisieseries zoals NYPD Blue (1993-1999), Erin Brockovich (2000), Deadwood (2005-2006), The Onion Movie (2008), Weeds (2011-2012) en Orange Is the New Black (2013). Harney heeft eenmaal opgetreden op Broadway, in 1995 speelde hij als understudy voor de rol van Charley Malloy in het toneelstuk On the Waterfront.

## Filmografie

### Films
Uitgezonderd korte films.
- 2024: Space Command Redemption - als Anson Kemmer
- 2023: The Iron Claw - als Bill Mercer
- 2022: 88 - als Fred Fowlkes
- 2020: The Banker - als Melvin Belli
- 2018: Widows - als Fuller
- 2018: A Star Is Born - als Wolfe
- 2016: Soy Nero - als Seymour
- 2015: Bad Hurt - als Ed Kendall
- 2013: hIMPERFECT – als Pop (televisiefilm)
- 2008: The Onion Movie – als rechercheur bij Line-Up
- 2007: Ocean's Thirteen – als manager blackjack
- 2007: Captivity – als rechercheur Bettiger
- 2003: Shade – als Micky Swift
- 2001: Warden of Red Rock – als Henry Masters
- 2000: Erin Brockovich – als Pete Jensen
- 2000: Sonic Impact – als kapitein Mark Travis
- 1999: Millennium Man – als luitenant-kolonel Brody
- 1999: The '60s – als Tom Gryzbowski
- 1997: Turbulence – als marshal Marty Douglas
- 1996: Gone in the Night – als Richard Daley jr.
- 1993: Italian Movie – als Mike

### Televisieseries
Uitgezonderd eenmalige gastrollen.
- 2024-heden NCIS: Origins - als Kowalski
- 2023: Hello Tomorrow! - als Sal - 5 afl.
- 2020-2022: Space Command - als Anson Kemmer - 3 afl.
- 2021: Invasion - als Patrick Mitchell - 3 afl.
- 2020-2021: Doom Patrol - als RJ Steele - 2 afl.
- 2020: Deputy - als William Hollister sr. - 4 afl.
- 2019-2020: Project Blue Book - als generaal Hugh Valentine - 17 afl.
- 2020: Interrogation - als mr. Russell - 3 afl.
- 2019: For All Mankind - als Jack Broadstreet - 5 afl.
- 2013-2019: Orange Is the New Black – als gevangenenbegeleider Sam Healy – 67 afl.
- 2019: Splitting Up Together - als Don Apple - 2 afl.
- 2018: Unsolved - als Paul Larson - 5 afl.
- 2015: Suits - als Joe Henderson - 2 afl.
- 2014: True Detective – als Steve Geraci – 3 afl.
- 2012-2013: Vegas – als Leo Farwood – 3 afl.
- 2011-2012: Weeds – als rechercheur Mitch Quelette – 13 afl.
- 2010-2011: The Defenders – als Hank Smith – 2 afl.
- 2010: Persons Unknown – als Sam Edick – 7 afl.
- 2008: Raising the Bar – als rechercheur Robert Dougherty – 2 afl.
- 2007: Life – als John Garrity – 2 afl.
- 2006: Vanished – als Robert Rubia – 3 afl.
- 2005-2006: Deadwood – als Steve – 12 afl.
- 2002: JAG – als barman – 2 afl.
- 1993-1999: NYPD Blue – als rechercheur Mike Roberts – 12 afl.
- 1997: Night Man – als Mr. Krueger – 2 afl.

### Computerspellen
- 2022: Star Wars: The Old Republic - Legacy of the Sith - als stem
- 2015: Star Wars: The Old Republic - Knights of the Fallen Empire - als Darth Marr
- 2014: Star Wars: The Old Republic - Shadow of Revan - als Darth Marr
- 2013: Star Wars: The Old Republic - Rise of the Hutt Cartel - als Darth Marr
- 2011: Star Wars: The Old Republic - als Darth Marr

- Gemeinsame Normdatei: 1081459166
- Library of Congress Control Number: no2015040893
- Istituto Centrale per il Catalogo Unico: DDSV242644
- Système universitaire de documentation: 199501076
- Virtual International Authority File: 462145857944123021517